# 2010-es canterburyi földrengés
A 2010-es canterburyi földrengés vagy 2010-es új-zélandi földrengés egy MMS-skála szerinti 7,1 (az első jelentések szerint 7,4) erősségű földrengés ami Új-Zéland Déli-szigetén, helyi idő szerint 2010. szeptember 4-én kora hajnalban (magyar idő szerint 2010. szeptember 3., 18:35 CEST) történt. Az első hírek szerint kiterjedt károkat és áramkimaradásokat okozott, különösen Christchurch városában Egy lakos szívrohamban halt meg (bár ez nem feltétlenül köthető a földrengéshez), két súlyos sebesültet jelentettek, egyikük egy ledőlt kéménytől, a másik hulló üvegszilánkoktól sérült meg. Annak okai, hogy nem voltak tömeges sérülések, egyrészt a szigorú új-zélandi építési szabályozásban keresendők, másrészt a földrengés éjjel történt, amikor a legtöbben az ágyukban voltak.
Az Amerikai Egyesült Államok Földtani Szolgálata (United States Geological Survey, USGS) a földrengés epicentrumát Christchurchtől 40 km-re nyugatra, Darfield város közelében jelentette. A földrengés hipocentruma nem túl mélyen, a felszínhez képest mindössze 10 km mélyen volt. Mivel a parttól távol esett a földrengés, a cunami veszélye nem állt fenn. Öt másodperccel a főrengés előtt egy kb. 5,8-as erősségű előrengést észleltek, és erős utórengéseket is jelentettek, köztük egy legfeljebb 5,4-es erősségűt is. A főrengés kb. 40 másodpercig tartott, érezhető volt a Déli-sziget nagy részén, és az Északi-sziget olyan északra eső területein is, mint New Plymouth.
A Wellington Beehive épületében található Nemzeti Kríziskezelő Központot aktiválták, a Polgári Védelem Christchurchben és Selwyn Districtben rendkívüli állapotot hirdetett ki. Selwyn District, Waimakariri és Timaru megnyitotta vészhelyzeti központjait.
Este 7 és reggel 7 között kijárási tilalmat rendeltek el Christchurchben a földrengés miatt, a Canterbury régió legérintettebb területein a hadsereget is bevetették.

## Geológiai háttér

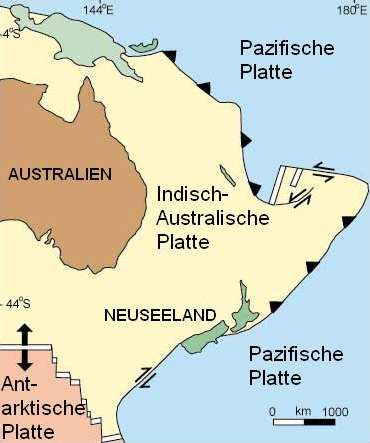
Kőzetlemezek Új-Zéland térségében

A főrengést a csendes-óceáni-lemez kérgében fellépő csapásirányú vetők okozták, a Southern Alps keleti lábainál, a Canterbury Plains nyugati szélén. A földrengés epicentruma mintegy 80–90 km-re délkeletre található az ausztráliai és a csendes-óceáni kőzetlemez határvonalának jelenlegi kifejeződésétől a szigeten (alpi és Hope-törések). A földrengés valószínűleg a Marlborough-törésrendszer földtörténeti jelenkori általános déli irányulásától való kisebb, lokális jobbra-oldalirányú eltérések egyikét jelzi.
A tudósok vizsgálják annak lehetőségét, hogy valójában nem egyetlen főrengés, hanem két vagy három, csaknem egyszerre bekövetkező rengés volt.
Christchurchöt emberlakta történelme során négy súlyos földrengés is érte; a 2010-est megelőző az 1922-es Motunau-földrengés volt. A természeti katasztrófákra biztosítási lehetőséget nyújtó új-zélandi Earthquake Commission 1991-ben felállított modellje szerint a Mercalli-skála szerinti VIII-as erősségű földrengések (súlyos anyagi károk, halálesetek elképzelhetők) átlagosan 55 évenként esnek meg Christchurchben.

### Utórengések
2010. szeptember 9-éig több mint 270, 3 magnitúdós vagy erősebb utórengést jelentettek, ezek közül három 5,4-es erősségű. 2010. szeptember 8-án egy nagyobb, 5,1-es utórengés történt, melynek epicentruma alig 7 kilométerre volt a városközponttól.
Némelyik utórengés a központi üzleti negyedben további károkat okozott és még Timaruban is érezni lehetett őket.
A jelentős károkozással járó utórengések 2011-re átnyúlóan folytatódtak. Közülük a legsúlyosabb a 2011. február 22-én napközben bekövetkezett, a Richter-skálán 6,3-as erősségű 2011-es christchurchi földrengés volt, melyet Invercargilltől Wellingtonig érezni lehetett, és aminek már 185 halálos áldozata volt.